# Phreatia caespitosa
Phreatia caespitosa är en orkidéart som beskrevs av Johannes Jacobus Smith. Phreatia caespitosa ingår i släktet Phreatia och familjen orkidéer. Inga underarter finns listade i Catalogue of Life.